# StreetDance 2
StreetDance 2 – brytyjski film muzyczny z 2012 roku w reżyserii Max Giwa i Dania Pasquini. Światowa premiera odbyła się 13 kwietnia.

## Fabuła
Źródło.
Film opowiada historię utalentowanego tancerza Asha (Falk Hentschel) i jego grupy. Akcja rozpoczyna się po nieudanym występie tanecznym. Wtedy to zostaje ośmieszony przez inną grupę Invincible. Chłopak jednak nie poddaje i wspólnie z nowo poznanym Eddim (George Sampson) wyruszają w podróż po Europie w poszukiwaniu najlepszych tancerzy. Ich celem będzie stworzenie zespołu, który pozwoli im pokonać rywali. Przemierzając Ibizę, Rzym Amsterdam, Paryż czy Londyn werbują kolejne osoby.

## Obsada
- Falk Hentschel jako Ash
- Sofia Boutella jako Eva
- Stephanie Nguyen jako Steph
- Tom Conti jako Manu
- George Sampson jako Eddie
- Sami Tesfay jako sędzia w finale